# 南九州市
南九州市（みなみきゅうしゅうし）は、鹿児島県薩摩半島の南部にある市。南薩地域に属する。
市名の読み仮名は9文字で日本最長である。茶の生産量が全国の市町村単位では日本一で知覧茶が有名。

## 地理

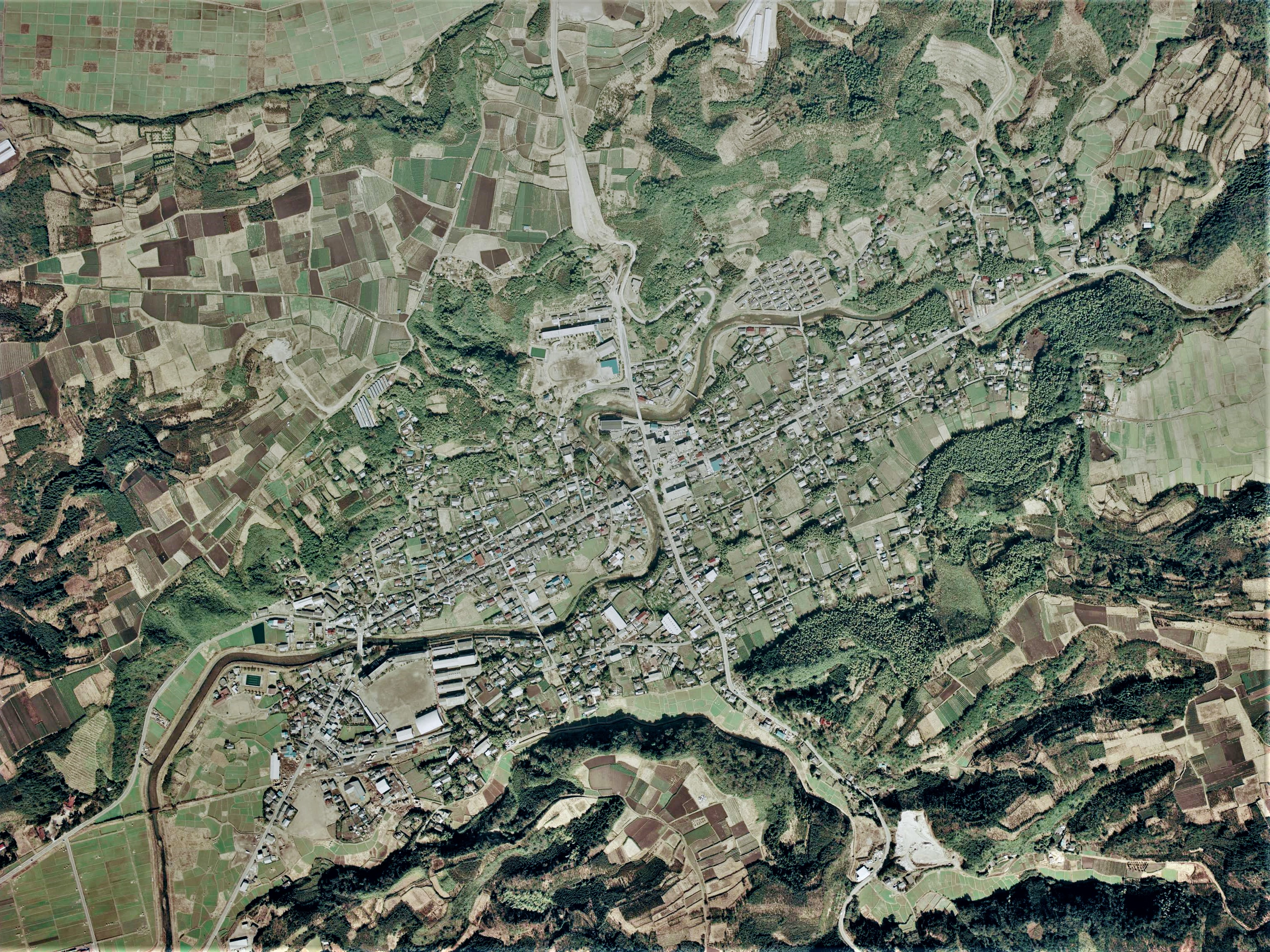
旧知覧町中心部周辺の空中写真。
1975年2月24日撮影。。

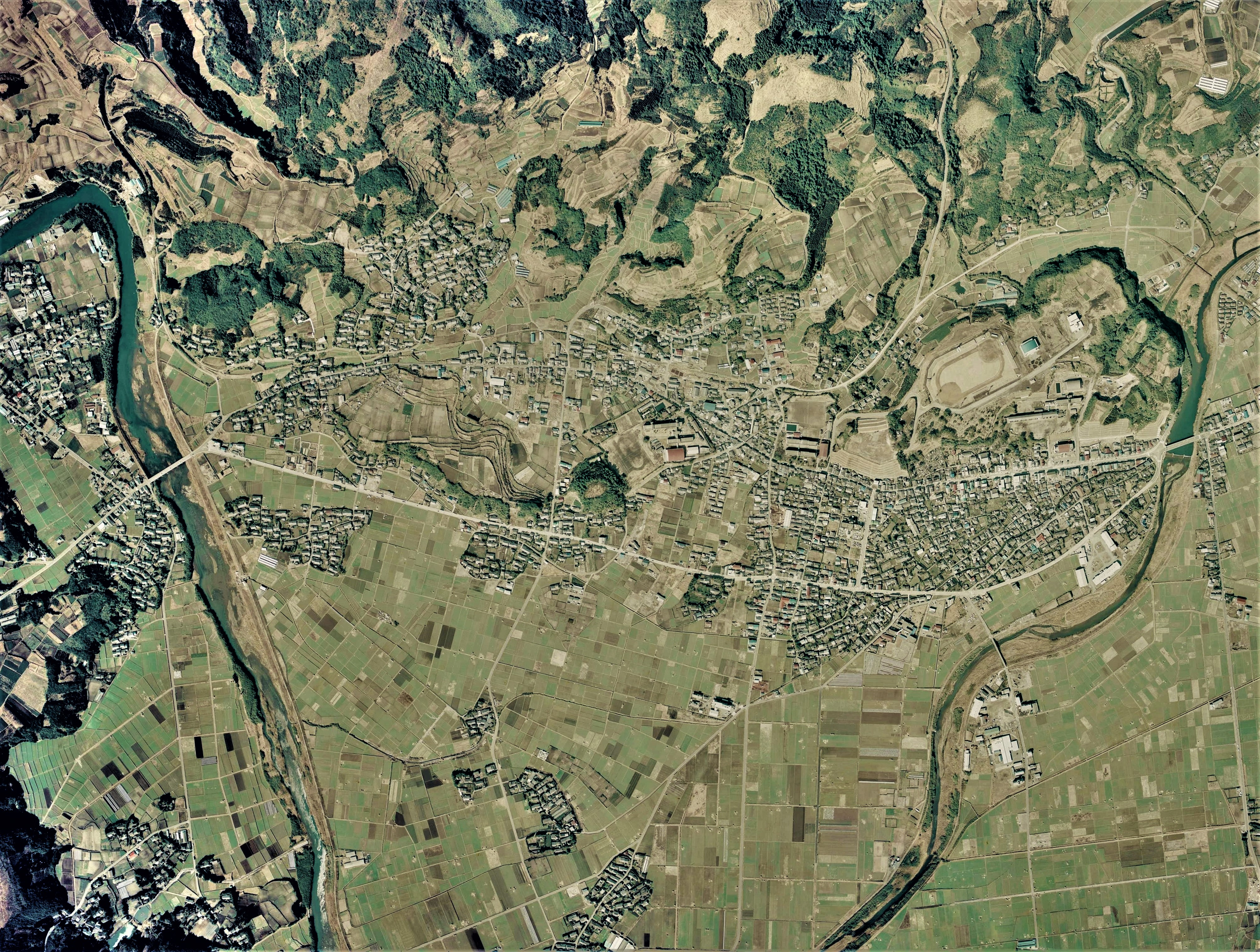
旧川辺町中心部周辺の空中写真。
1975年2月24日撮影の2枚を合成作成。。

薩摩半島の南部に位置し、鹿児島市の市街地から約30km南西に位置する。南は東シナ海に面している。

### 隣接している自治体
- 鹿児島市
- 枕崎市
- 指宿市
- 南さつま市

### 人口
| |                                          |  |
| 南九州市と全国の年齢別人口分布（2005年） | 南九州市の年齢・男女別人口分布（2005年） |  |
| ■紫色 ― 南九州市 ■緑色 ― 日本全国 | ■青色 ― 男性 ■赤色 ― 女性                |  |
| 南九州市（に相当する地域）の人口の推移 \| 1970年（昭和45年） \| 56,744人 \| \| \| 1975年（昭和50年） \| 51,768人 \| \| \| 1980年（昭和55年） \| 50,261人 \| \| \| 1985年（昭和60年） \| 49,189人 \| \| \| 1990年（平成2年） \| 47,498人 \| \| \| 1995年（平成7年） \| 45,792人 \| \| \| 2000年（平成12年） \| 44,137人 \| \| \| 2005年（平成17年） \| 42,191人 \| \| \| 2010年（平成22年） \| 39,065人 \| \| \| 2015年（平成27年） \| 36,352人 \| \| \| 2020年（令和2年） \| 33,080人 \| \| |                                          |  |
| 総務省統計局 国勢調査より |                                          |  |
| 1970年（昭和45年） | 56,744人                                 |  |
| 1975年（昭和50年） | 51,768人                                 |  |
| 1980年（昭和55年） | 50,261人                                 |  |
| 1985年（昭和60年） | 49,189人                                 |  |
| 1990年（平成2年） | 47,498人                                 |  |
| 1995年（平成7年） | 45,792人                                 |  |
| 2000年（平成12年） | 44,137人                                 |  |
| 2005年（平成17年） | 42,191人                                 |  |
| 2010年（平成22年） | 39,065人                                 |  |
| 2015年（平成27年） | 36,352人                                 |  |
| 2020年（令和2年） | 33,080人                                 |  |

## 歴史

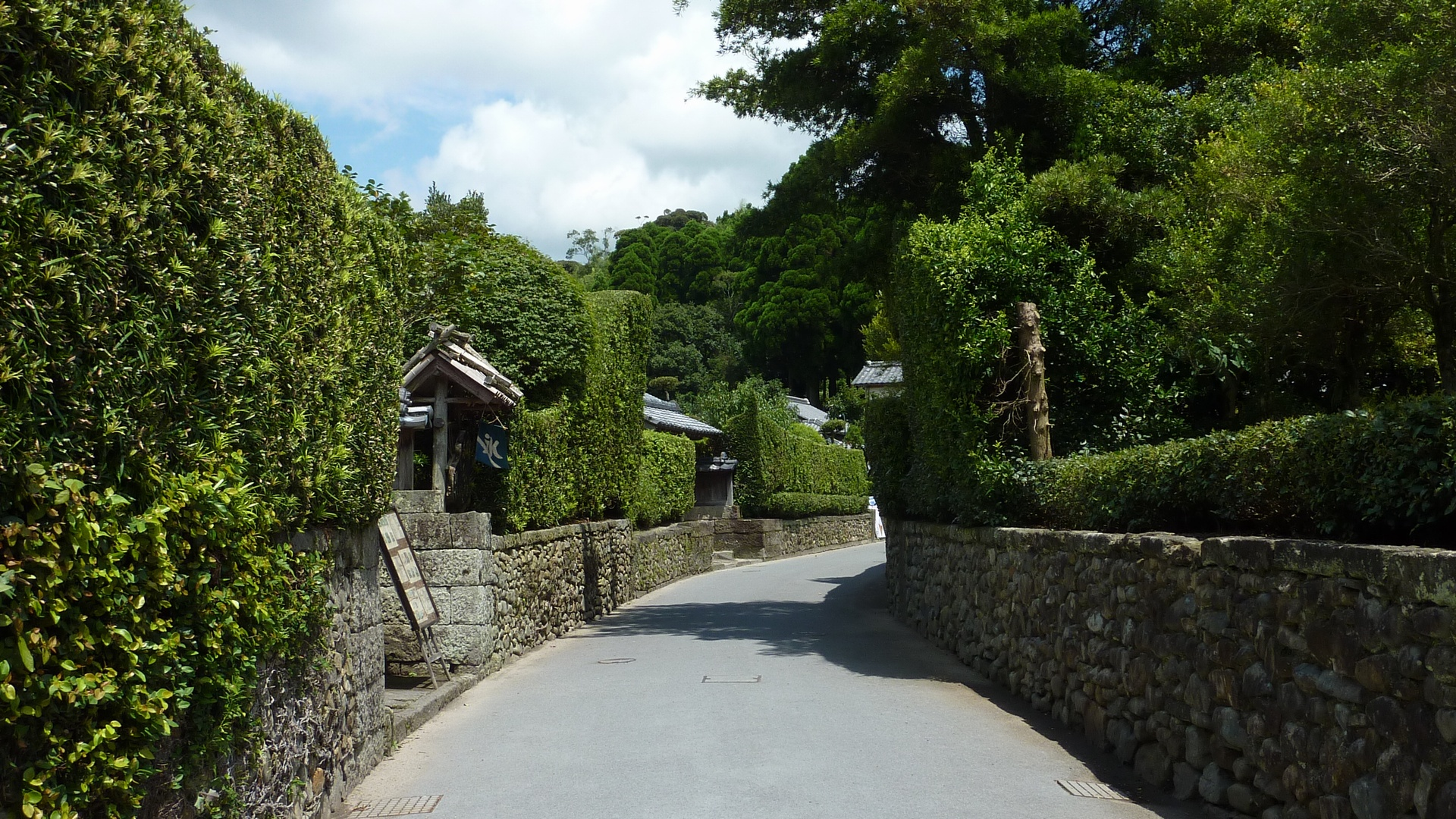
知覧武家屋敷（重要伝統的建造物群保存地区）

### 沿革
- 1889年4月1日 - 町村制施行により、以下の町村が発足。
  - 給黎郡：知覧村（旧知覧町）
  - 川辺郡：川辺村、勝目村（旧川辺町）
  - 頴娃郡：頴娃村（旧頴娃町）
- 1894年1月4日 - 薩摩半島付近を震央とするM6.3の地震が発生。知覧村を中心に被害。
- 1896年3月29日 - 郡区画改正により、以下のようになる。
  - 給黎郡が川辺郡に編入、知覧町が川辺郡となる。
  - 頴娃郡が揖宿郡に編入、頴娃町が揖宿郡となる。
- 1923年10月13日 - 川辺村が町制施行、川辺町となる[3]。
- 1932年4月1日 - 知覧村が町制施行、知覧町となる[4]。
- 1950年4月1日 - 川辺町本別府の一部を勝目村に編入。
- 同年8月1日 - 頴娃村が町制施行、頴娃町となる[5]。
- 1951年10月1日 - 頴娃町大字十町及び大字仙田が頴娃町より分立し、開聞村を新設[5][6]。
- 1956年9月1日 川辺町と勝目村が合併し川辺町となる[3]。
- 2007年
  - 11月30日 - 合併協議成立により、南薩三町合併協議会が同日をもって解散（公式ウェブサイトは翌12月1日に閉鎖）。
  - 12月1日 - 川辺町・知覧町・頴娃町が合併して南九州市が発足。これにより、川辺郡および揖宿郡は消滅した。
- 2008年
  - 7月31日 - 福岡県北九州市と交流協定を締結。
  - 10月1日 - 市の花・市の木を制定。市の花「ひまわり」、市の木「桜」「茶」[7]。
- 2009年9月1日 - コミュニティバス「ひまわりバス」を運行開始[8]。

## 伝統行事
旧知覧町の一部集落では、旧暦8月15日に「ソラヨイ」という行事が行われる。藁で作った腰蓑・頭飾りをまとった男の子が、「ソーラヨイ、ソーラヨイ」との掛け声をかけながら四股を踏み、太陽と月に収穫の感謝をする。「ソラヨイ」は「南薩摩の十五夜行事」として、枕崎市や南さつま市坊津地域の十五夜行事と共に重要無形民俗文化財に指定されている。

## 行政

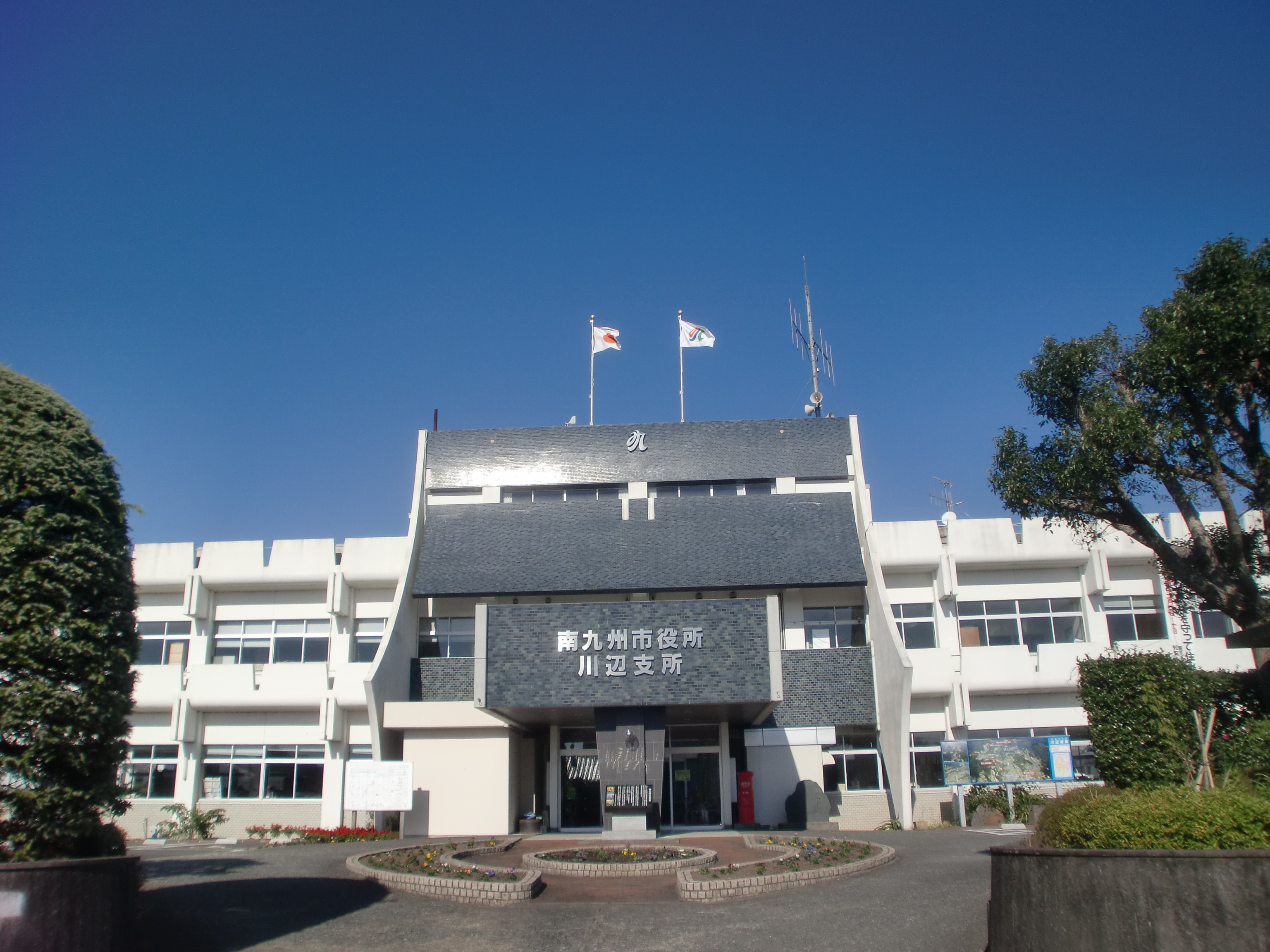
川辺支所

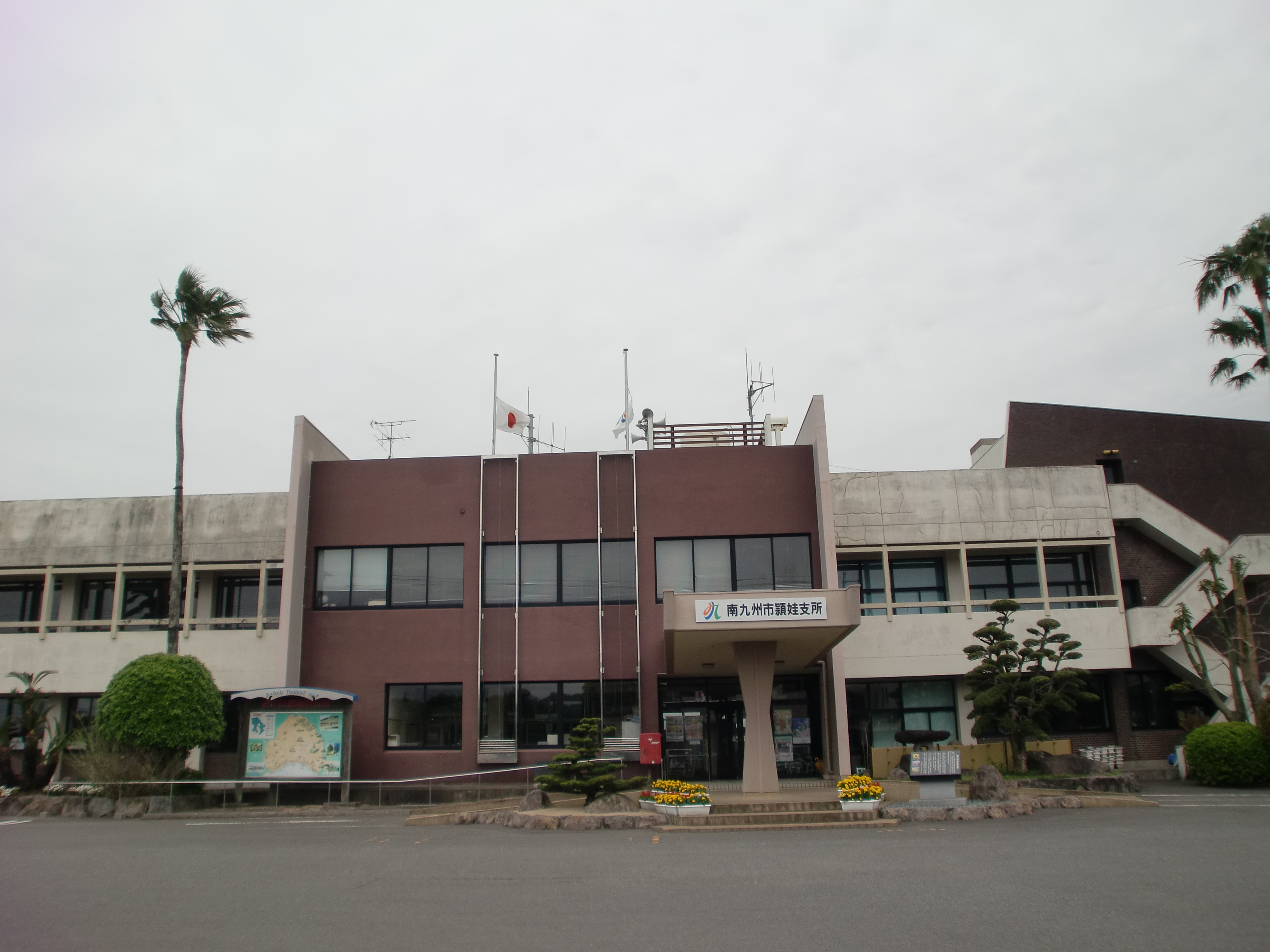
頴娃支所

### 市長
| 代   | 市長     | 就任日         | 退任日         | 備考       |
| ---- | -------- | -------------- | -------------- | ---------- |
| 初代 | 霜出勘平 | 2007年12月23日 | 2015年12月22日 | 旧知覧町長 |
| 2代  | 塗木弘幸 | 2015年12月23日 |                |            |

- 市長職務執行者（初代市長選出まで）：山内廣行（旧頴娃町長）

### 南九州市役所
- 知覧支所：〒897-0392　南九州市知覧町郡6204番地

総務課
建設課
議会事務局
会計課（会計管理者）
- 川辺支所：〒897-0215　南九州市川辺町平山3234番地

市民生活課
教育総務課
- 頴娃支所：〒891-0702　南九州市頴娃町牧之内2830番地

税務課
農政課
農業委員会

### 大字
従来の郡名を「南九州市」に置き換えた上で、旧町名＋旧大字名を新たな大字名とする。なお、「大字」の表記は付けない。（表中の※は旧勝目村に属していた大字）
| 旧町     | 大字 |
| -------- | --- |
| 旧知覧町 | 知覧町厚地、知覧町郡、知覧町永里、知覧町東別府、知覧町瀬世、知覧町西元、知覧町塩屋、知覧町南別府 |
| 旧川辺町 | 川辺町平山、川辺町田部田、川辺町永田、川辺町下山田※、川辺町中山田※、川辺町上山田※、川辺町本別府、川辺町高田、川辺町宮、川辺町小野、川辺町今田、川辺町両添、川辺町野崎、川辺町清水、川辺町古殿、川辺町神殿、川辺町野間 |
| 旧頴娃町 | 頴娃町郡、頴娃町牧之内、頴娃町御領、頴娃町別府、頴娃町上別府 |

### 県の行政機関
- 鹿児島県南九州警察署 知覧交番

### 国の機関
- 鹿児島地方裁判所知覧支部・知覧簡易裁判所
- 鹿児島地方法務局知覧支局
- 鹿児島地方検察庁知覧支部・鹿児島家庭裁判所知覧支部・知覧区検察庁
- 熊本国税局知覧税務署

## 議会

### 市議会
- 定数：20人
- 任期：2019年12月23日 - 2023年12月22日
- 議長：山下つきみ
- 副議長：吉永賢三

### 衆議院
- 選挙区：鹿児島2区（鹿児島市の一部、枕崎市、指宿市、南さつま市、奄美市、南九州市、大島郡）
- 任期：2021年10月31日 - 2025年10月30日
- 投票日：2021年10月31日
- 当日有権者数：337,186人
- 投票率：58.58％

| 当落 | 候補者名   | 年齢 | 所属党派   | 新旧別 | 得票数   | 重複 |
| ---- | ---------- | ---- | ---------- | ------ | -------- | ---- |
| 当   | 三反園訓   | 63   | 無所属     | 新     | 92,614票 |      |
|      | 金子万寿夫 | 74   | 自由民主党 | 前     | 80,469票 |      |
|      | 松崎真琴   | 63   | 日本共産党 | 新     | 21,084票 | ○    |

## 姉妹・友好・交流都市

### 姉妹都市
- 青森県平川市
旧平賀町の交流事業を旧知覧町が受け入れたのをきっかけとして、2000年に知覧町と平賀町が姉妹都市盟約を締結し、両町が合併した後も継続し2008年8月3日に南九州市と平川市の間で姉妹都市盟約を締結した[14]。

### 友好都市
- 佐賀県小城市
1992年（平成4年）に小城町と知覧町の間で友好都市協定が締結され、再度2008年11月4日に南九州市と小城市の間で友好都市協定を締結した[14]。

### 交流都市
- 福岡県北九州市
一字違いという縁で、2008年7月31日に両市の間で“南北”九州市の交流協定を締結した[15]。偶然にも市の花が両市とも『ひまわり』である。

## 教育

### 高等学校
- 鹿児島県立川辺高等学校
- 鹿児島県立薩南工業高等学校
- 鹿児島県立頴娃高等学校

### 中学校
市立
- 川辺中学校
- 知覧中学校
- 頴娃中学校
- 別府中学校
- 青戸中学校

### 小学校
市立
| - 川辺小学校 - 高田小学校 - 神殿小学校(閉校) - 清水小学校 - 田代小学校(閉校) - 勝目小学校 - 大丸小学校 | - 知覧小学校 - 中福良小学校 - 浮辺小学校 - 霜出小学校 - 松山小学校 - 松ケ浦小学校 - 頴娃小学校 | - 宮脇小学校 - 粟ヶ窪小学校 - 九玉小学校 - 別府小学校 - 松原小学校(閉校) - 青戸小学校 |

## 交通

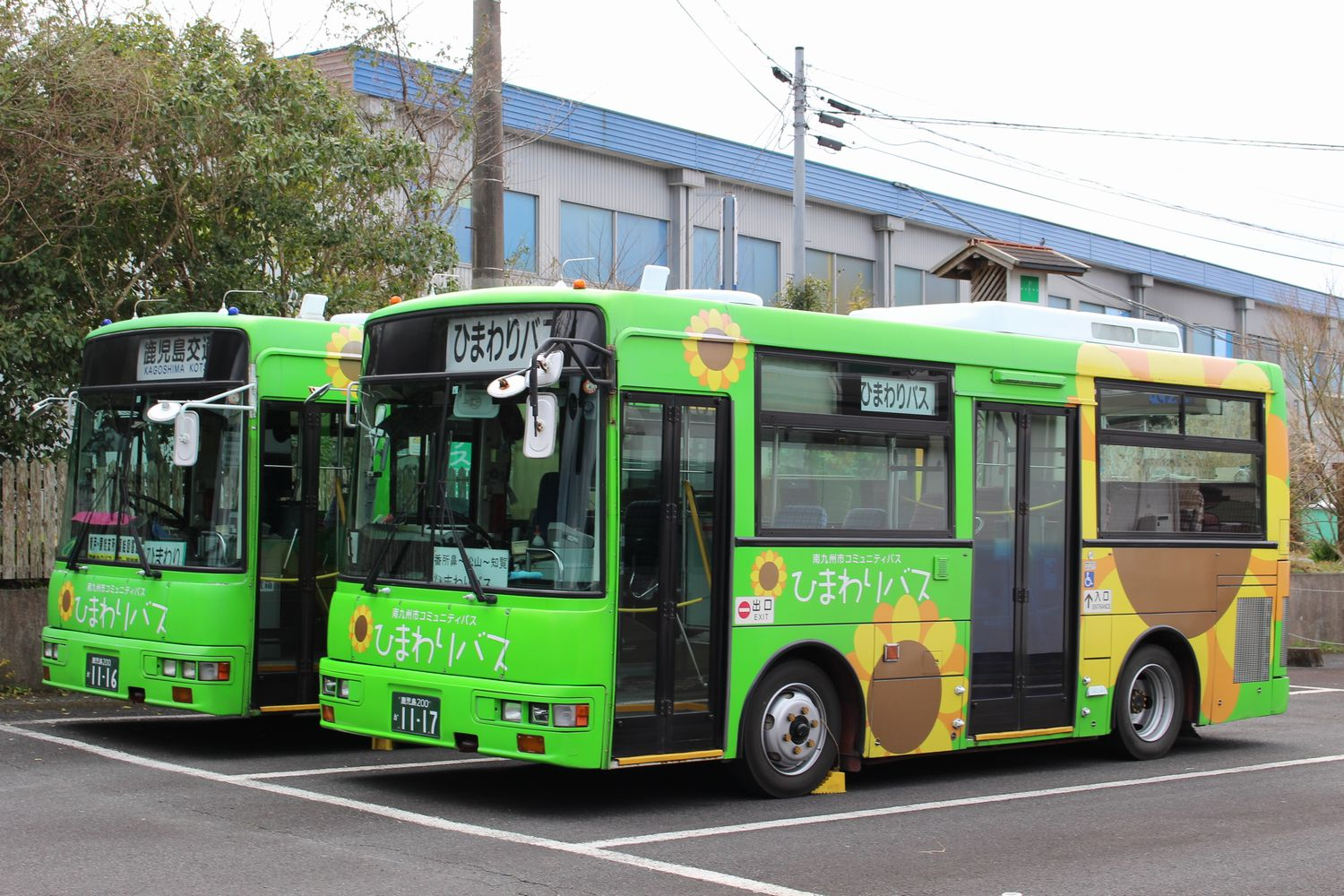
南九州市コミュニティバス「ひまわりバス」
「知覧」バス停にて

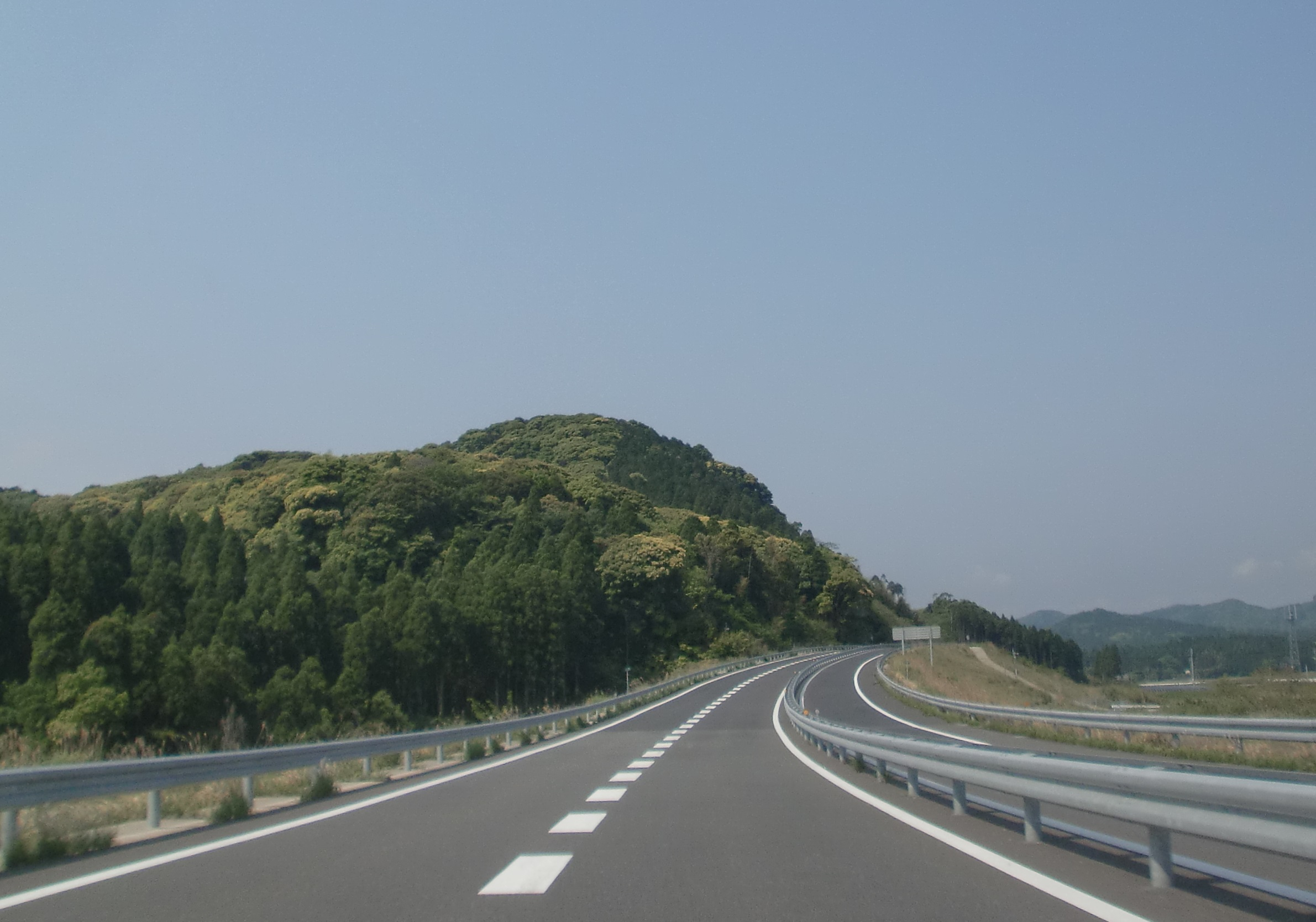
南薩縦貫道（川辺町神殿）

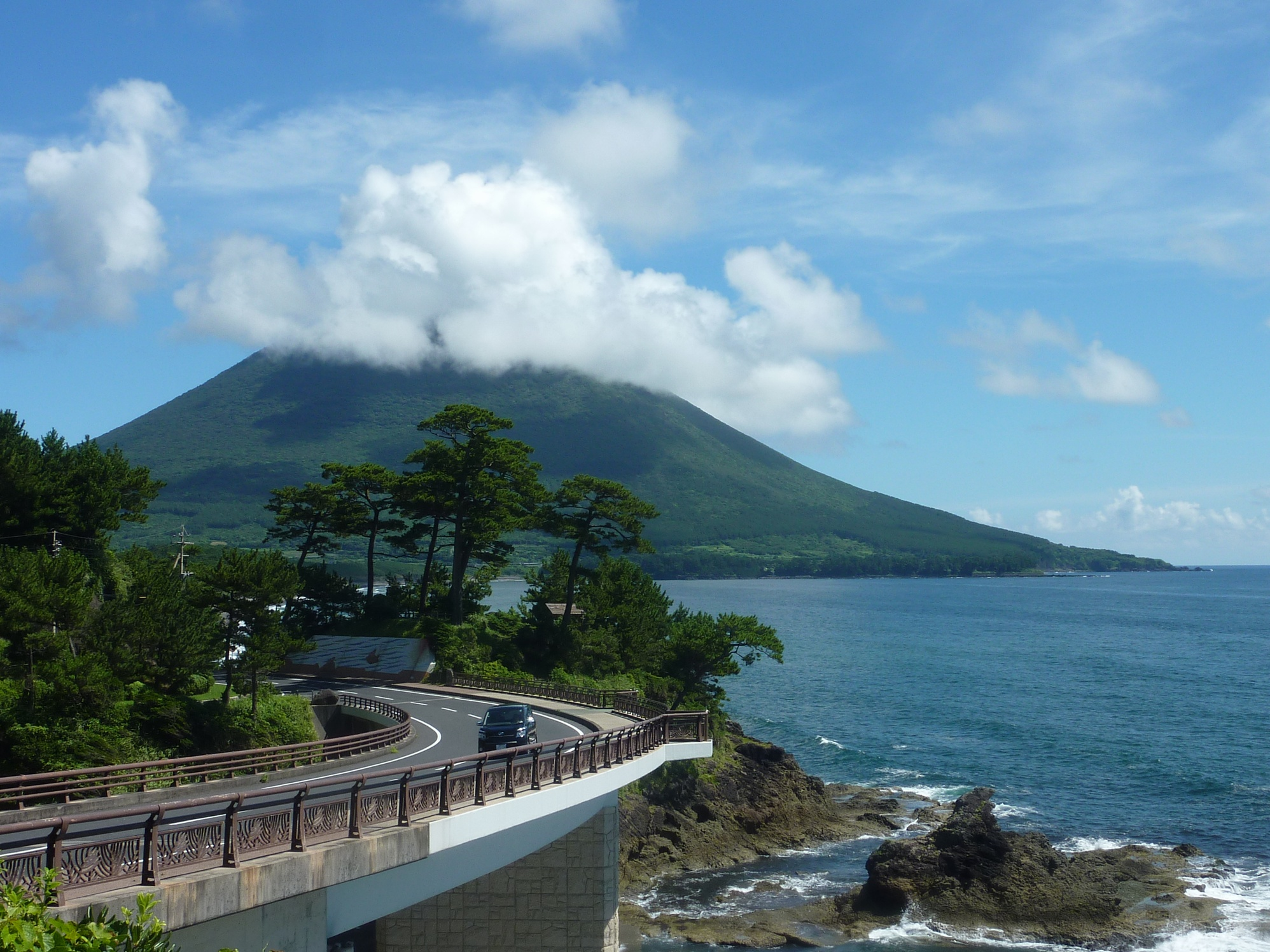
国道226号（頴娃町郡）

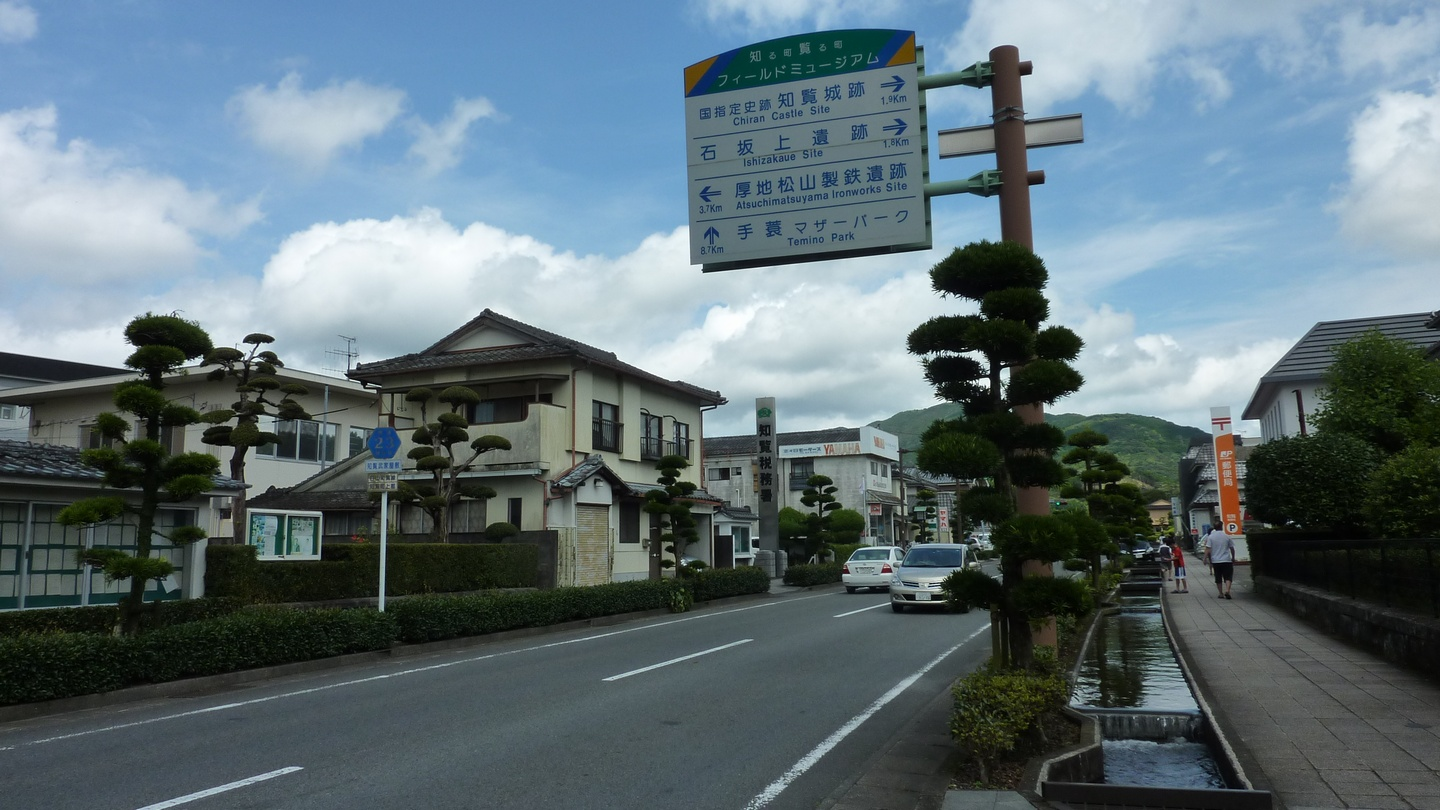
県道23号谷山知覧線（知覧町郡）

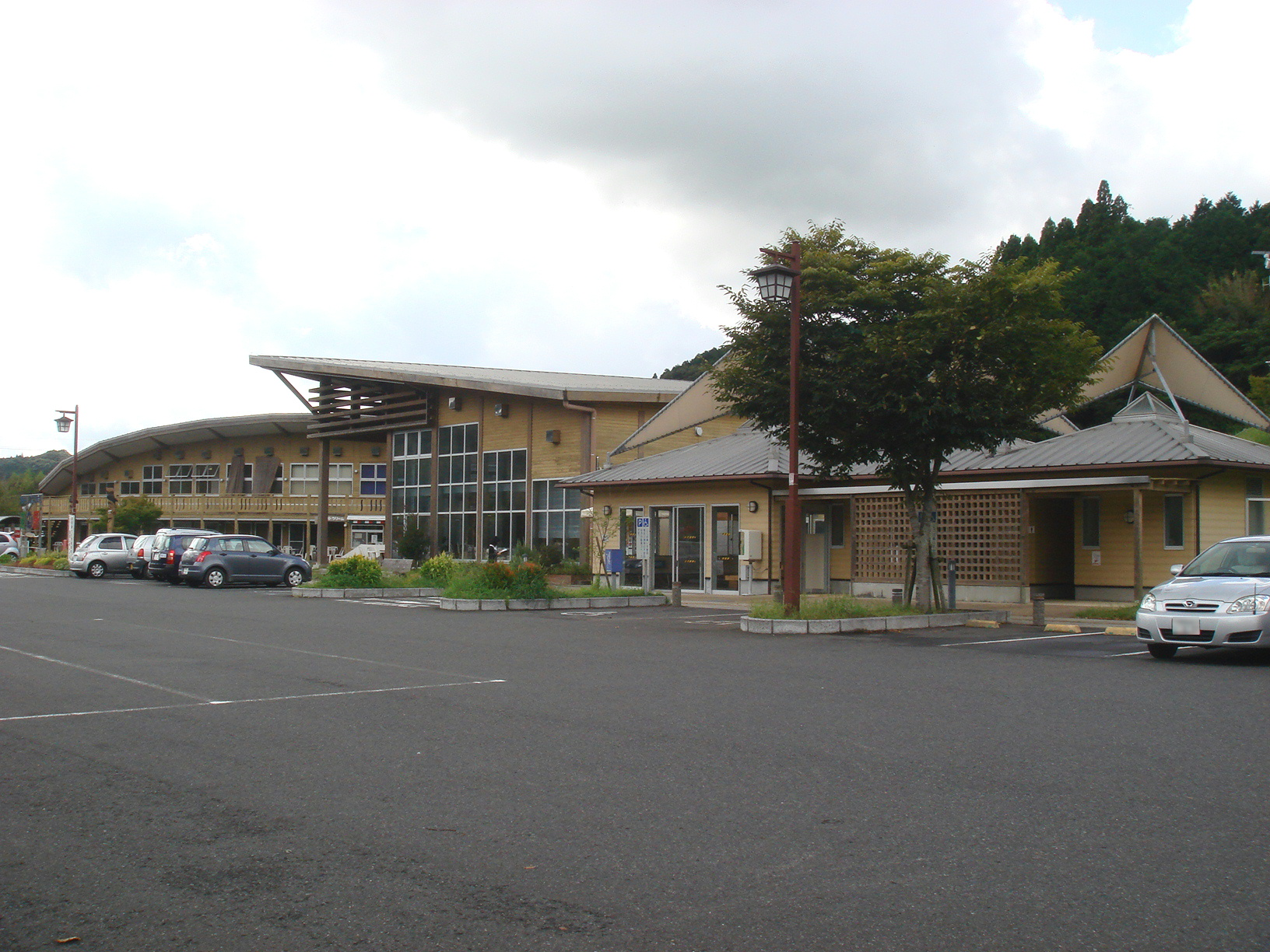
道の駅川辺やすらぎの郷（川辺町清水）

### 鉄道路線
- 九州旅客鉄道（JR九州）
  - 指宿枕崎線
    - 頴娃駅 - 西頴娃駅 - 御領駅 - 石垣駅 - 水成川駅 - 頴娃大川駅 - 松ケ浦駅 - 薩摩塩屋駅

どの鉄道駅も市役所のある旧知覧町中心部からは遠く、『JTB時刻表』における市の中心駅は「知覧」バス停となっている。

### 路線バス
- 鹿児島交通
  - 特急：鹿児島市 - 川辺 - 枕崎市
  - 鹿児島市 - 川辺高校 - 枕崎市
  - 鹿児島市 - 知覧
  - 枕崎市 - 知覧
  - 加世田市 - 川辺 - 知覧
  - 指宿市 - 知覧
  - 指宿市 - 頴娃
  - 南九州市内

### コミュニティバス
- ひまわりバス
  - 拠点間連絡バスは鹿児島交通が受託運行。

### 道路

#### 地域高規格道路
- 南薩縦貫道
  - 自動車専用道路区間
南九州川辺ダムIC - 南九州神殿IC - 南九州川辺IC - 知覧金山水車IC - 南九州知覧IC
  - 一般道路区間
南九州川辺ダムIC以北
鹿児島市 - （県道19号、現道利用区間） - 南九州川辺ダムIC
南九州知覧IC以南
南九州知覧IC - 知覧交差点 - 瀬世交差点 - 塗木交差点 - （県道34号、現道利用区間） - 枕崎市

#### 有料道路
- 指宿スカイライン
  - 川辺IC - 知覧IC - 頴娃IC

#### 国道
- 国道225号
- 国道226号

#### 主要地方道
- 鹿児島県道17号指宿鹿児島インター線
- 鹿児島県道19号鹿児島川辺線
- 鹿児島県道23号谷山知覧線
- 鹿児島県道27号頴娃川辺線
- 鹿児島県道29号石垣加世田線
- 鹿児島県道31号加世田川辺線

#### 一般県道
- 鹿児島県道232号知覧喜入線
- 鹿児島県道234号石垣喜入線
- 鹿児島県道245号飯山喜入線
- 鹿児島県道262号霜出南別府線
- 鹿児島県道263号霜出川辺線
- 鹿児島県道291号松元川辺線
- 鹿児島県道297号阿多川辺線

#### 道の駅
- 道の駅川辺やすらぎの郷

## 名所・行事

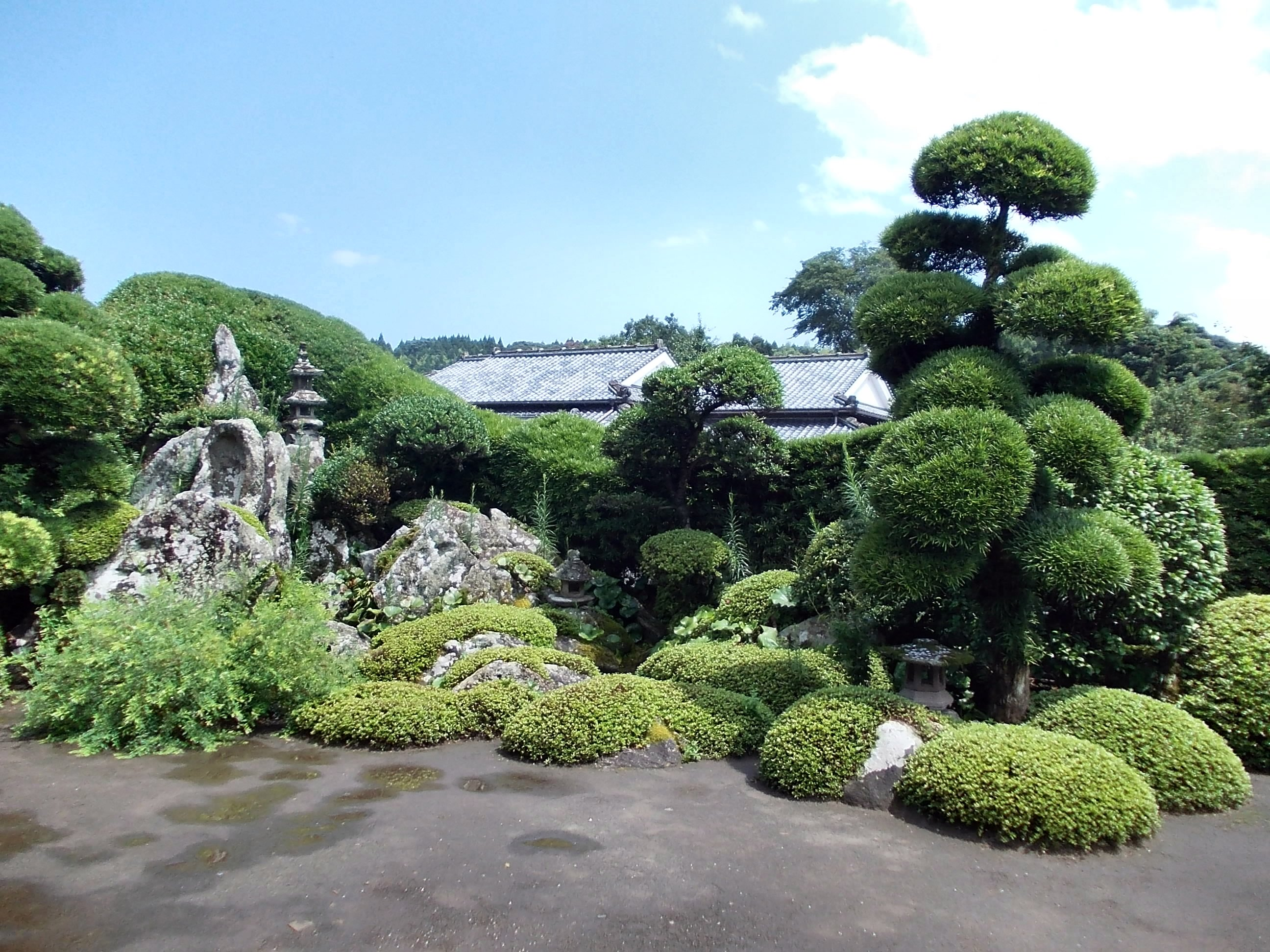
知覧麓庭園

- 清水岩屋公園
- 清水磨崖仏
- 高田磨崖仏
- 知覧特攻平和会館
- 知覧武家屋敷通り
- 知覧城跡
- 射楯兵主神社
- 法泉寺
- 東塩屋共同納骨堂

## 南九州市出身（ゆかり）の有名人
出身の人物
- 赤崎勇（物理学者）2014年ノーベル物理学賞受賞者：旧知覧町
- 鳥濱トメ（食堂経営者）「特攻の母」とよばれている。：旧知覧町
- 佐藤博（ミュージシャン）：旧知覧町
- 川口幹夫（第16代NHK会長）：旧川辺町
- 鮫島重雄（陸軍大将）旧薩摩國川邊郡（川辺郡）平山村
- 諏訪高広（元プロレスラー）：旧川辺町
- 式守伊之助 (30代)（大相撲立行司）：旧川辺町
- 徳田二次郎（元日本最高齢男性）：旧川辺町
- 鶴園哲夫（政治家）：旧知覧町
- 井上知治（政治家）：旧頴娃町
- 難波春水（作詞家）：旧知覧町
- 高田みづえ（歌手）：旧頴娃町
- 下窪陽介（プロ野球選手）：旧頴娃町
- 赤﨑千夏（声優）：旧知覧町
- 宮原武熊（東京帝国大学医学博士、戦前台湾での眼科医、台中州議会議員。台中市の『宮原眼科』はスイーツ店として観光地となっている。）：旧知覧村
- 福元大輔（騎手）：旧頴娃町

ゆかりの人物
- 樋渡利秋（元第24代検事総長）：父親が旧頴娃町出身
- 古市憲寿（社会学者）：父親が旧川辺町出身[16]
- 浜畑賢吉（俳優）：父親が旧頴娃町出身
- 小倉智昭（司会者）：母親が旧川辺町出身
- かとうれいこ（タレント）：母親が旧頴娃町出身
- 矢口史靖（映画監督）：妻が旧頴娃町出身
- 有村架純（女優）：父親が旧川辺町出身